# Vargas Holding
Vargas Holding AB är ett svenskt investmentbolag. 
Vargas Holding grundades 2014 av Carl-Erik Lagercrantz (född 1964) och Harald Mix. Den första investeringen var i grundandet av batterilagringsföretaget Polarium Energy Solutions.
Vargas Holding är en av initiativtagarna – tillsammans med Peter Carlsson – till batteritillverkaren Northvolt samt till stålföretaget Stegra (tidigare H2 Green Steel).